# Нежность (фильм, 1967)
«Нежность» — художественный фильм, снятый в 1966 году на киностудии Узбекфильм режиссёром Эльёром Ишмухамедовым. Фильм вышел на киноэкраны 1 августа 1967 года. Сюжет дипломной работы 24-летнего режиссёра построен вокруг темы взросления, юности, первой любви и первых проблем.
Фильм положил начало содружеству режиссёра Эльера Ишмухамедова и сценариста Одельши Агишева.

## Сюжет
Действие фильма происходит в Ташкенте. Композиционно картина состоит из трёх новелл о молодых людях, связанных родственными, дружескими и любовными отношениями.
Первая новелла, «Санжар», названа по имени главного действующего лица. Купаясь в реке, Санжар встречает на берегу Лену и в нём вспыхивает чувство любви, хотя герой понимает, что оно останется безответным. Лена упоминает Андрея, своего друга детства, который только что улетел, а позже Санжар встречает Лену с Тимуром.
Действие новеллы «Лена» происходит во время путешествия Лены и Тимура с компанией друзей за городом. Они навещают бабушку одного из друзей и гуляют по живописным окрестностям. Хотя Лена и Тимур любят друг друга, между ними есть напряжение, и на вопрос Тимура о том, что бы она ответила, если бы он сделал ей предложение, Лена отвечает «нет». В разговоре снова вспоминается Андрей — мальчик, с которым Лена подружилась в детстве, когда она была эвакуирована из Ленинграда. Тимур также знакомится со старшеклассницей Мамурой, которой он пересказывает сюжет рассказа Анри Барбюса «Нежность». Он приглашает Мамуру осенью на карнавал в городе.
Последняя новелла, «Мамура», — о девушке, влюблённой в Тимура. В дни карнавала она приезжает к Тимуру, но видит его расстроенным. Он рассказывает ей, что Лена недавно погибла, взяв в руки оголённый электрический провод, чтобы спасти мальчика. Мамура уходит, и идя по улицам города, на которых происходит карнавал, не может сдержать слёз — ей жалко Лену, жалко Тимура и жалко себя… Там же она встречает Санжара, который ещё не знает о смерти Лены и утешает плачущую Мамуру. Для них жизнь продолжается, а фильм заканчивается салютом в честь всех влюблённых.

## В ролях
- Мария Стерникова — Лена
- Родион Нахапетов — Тимур
- Ровшан Агзамов — Санжар
- Майя Махмудова — Мамура
- Тагир Рахимов — Марат
- Замира Хидоятова — эпизод

## Создание
Будущая дипломная работа выпускника ВГИКа Эльера Ишмухамедова планировалась как короткометражная. Студия «Узбекфильм» собиралась запустить две новеллы, вторую должен был снимать другой выпускник, Дамир Салимов. После совместной доработки сценарий, посвященный судьбам нескольких молодых людей, жителей Ташкента, вырос до трёх новелл и режиссёром остался Ишмухамедов. Тем не менее 31 декабря 1965 года фильм был подписан в производство как короткометражный.
В январе 1966 года съёмочная группа выехала в Ташкент на поиск натуры. Начался подбор актёров. На роль Тимура Эльёр выбрал своего сокурсника по ВГИКу Родиона Нахапетова. После сложных поисков на роль Лены утвердили Марию Стерникову, выпускницу Школы-студии МХАТ, известную по фильму «Мимо окон идут поезда». В картине оказались заняты непрофессиональные актёры. На роль Санджара взяли старшеклассника одной из ташкентских школ Ровшана Агзамова.
Едва начавшись, съёмки картины были прерваны ташкентским землетрясением, произошедшим 26 апреля 1966 года. Практически вся натура (старый город Ташкента) оказалась разрушена. В город были введены войска и установлен комендантский час. Не было возможности привлечь массовку, оказались разрушены построенные декорации. В результате концепцию картины пришлось полностью пересмотреть, в большей мере импровизировать, включить в видеоряд значительный объём документальной съёмки. Использовался приём скрытой камеры. Так оказалась снята вся первая новелла и часть второй. В результате встал вопрос о расширении фильма до полнометражного. Ишмухамедов выехал в Москву и после демонстрации готового материала в Госкино получил одобрение на съёмку полнометражной версии. Фильм вышел на экраны 31 июля 1967 года.

## Критика и значение
Дебют молодого режиссёра получил позитивные оценки критики. Рецензент дипломной работы Георгий Данелия отметил эстетику и художественный вкус, актёрскую игру, своеобразную пластику фильма: походку, мимику и жесты героев. Он же отметил не совсем удачно подобранный ритм картины и местами чрезмерное увлечение музыкальной составляющей. Специалисты высоко оценили мастерство оператора картины Фатхуллина, хотя сам режиссёр отмечал, что творческого контакта у них так и не состоялось и часть картины снимал второй оператор В.В. Ковальский.
В картине заметно влияние мэтров итальянского неореализма и французской новой волны. Манера отражать основной конфликт картины, столкновение героев не на работе, а в пространстве досуга: на улице, на пляже, в транспорте — дань стилю Микеланджело Антониони. Финальная сцена карнавала, плачущая героиня — реверанс в сторону знаменитой картины Федерико Феллини «Ночи Кабирии».
Настроение «оттепели» заметно в свободном движении камеры, вольном обращении с мизансценой, уличном языке героев. Главная героиня Лена — антигерой, что совершенно нехарактерно для советских фильмов. Как отметил Кирилл Разлогов, сам лирически-непритязательный тон картины уводил зрителя от канонов соцреализма. Сергей Кудрявцев в своей рецензии отметил точно переданный дух 1960-х и назвал Тимура в исполнении Родиона Нахапетова героем нашего времени. Картина заняла достойное место в ряду кинематографа оттепели. Эльёр Ишмухамедов, наряду с Толомушем Океевым и Шакеном Аймановым, открыл своего рода «новую волну» среднеазиатского кинематографа в середине и конце 1960-х.

## Песни
- «Каникулы любви»